# Base aérienne de Châteauroux-Déols
La base aérienne de Châteauroux-Déols est une ancienne base aérienne, avec une des plus importantes écoles d'aviation militaire durant la Première Guerre mondiale, située sur la commune de Déols jouxtant Châteauroux dans le département de l'Indre. Comme les bases situées près des villes de Chartres, d'Istres et d'Avord, notamment, elle a connu son expansion maximum à la fin des années 1950. Ses installations étaient alors divisées en deux sites : le premier est l'aérodrome de la Martinerie, à l'origine puis lieu de stockage gigantesque, le second est l'aérodrome de Déols qui devient la plateforme aérienne de l'ensemble à partir de 1953.
La partie Martinerie est aujourd'hui une zone industrielle alors que la partie Déols reste une plate-forme aérienne sous le nom de Châteauroux-Centre.
C'est notamment à la base aérienne 103 Châteauroux que les Concordes d'Air France et British Airways effectuaient des vols d'entraînement pour les équipages dans les années 1990 et 2000.

## Historique

### Première Guerre mondiale
La partie militaire de l'ensemble débute par l'installation d'une école d'aviation militaire le 25 octobre 1915 sur 101 ha réquisitionnés le long de la route nationale 725 au lieu-dit « la Martinerie ». Cette école a pour mission la formation initiale des pilotes de un mois et le perfectionnement des élèves-pilotes de liaison (au niveau du corps d'armée) et d'observation pendant deux mois. Elle enseigne le maniement de la TSF et des appareils photographiques. Elle est dotée d'avions Caudron et Farman. À la fin de la guerre, 2 450 brevets y ont été délivrés dont 297 à des élèves-pilotes américains.
Un terrain secondaire est ouvert à la demande du commandant de l'école, le capitaine Varcin. 161 ha sont  réquisitionnés dans la région de Vineuil, à 10 km de Châteauroux. Des terrains auxiliaires sont réquisitionnés sur les communes de Mardelle, Villeneuve, Villeportin, le Chapelet, les Coudrières et le Liniez. En 1918, le camp compte 3 000 personnes. Dès la fin de la guerre, il est transformé en dépôt de matériel puis progressivement abandonné par les autorités militaires qui en céderont les derniers éléments en 1923.

### Entre deux guerres
À la fin de la Première Guerre mondiale, l'aviation de l'armée française est réorganisée. En 1920, le 3e Régiment d'Aviation de Chasse s'installe à Châteauroux-la Martinerie. Cette unité comprend 800 officiers, sous-officiers et militaires du rang. Elle met en œuvre des SPAD, Caudron, Nieuport et Hanriot. Elle possède dix avions et elle est articulée en deux groupes de trois patrouilles. Trois hangars et des baraquements de travail et d'habitation sont construits à l'ouest, le long de la piste en herbe. Le 27 novembre 1921, les terrains réquisitionnés sont acquis par l'armée. En 1929, 12 ha de terrains sont acquis au nord de la RN 725 pour constituer la zone vie de la base. Quatre doubles hangars métalliques « demi-tonneaux » sont construits à l'est du terrain.
Le 12 octobre 1936, à l'occasion du réarmement qui doit voir le triplement des capacités opérationnelles de la nouvelle armée de l'air, la 32e Escadre de bombardement de Dijon y est affectée. Elle est composée de deux groupes de reconnaissance et d'observation, le I/32 équipé de Bloch 200, et le II/32 équipé de Mureaux 115.
Par ailleurs, en 1936, Marcel Bloch (futur Marcel Dassault) achète 157 ha de terrains à Déols pour construire sa nouvelle usine d'aviation et la piste attenante. Il fait construire le bâtiment principal par un des architectes en vue de l'époque, Georges Hennequin (1893-1969). C'est la raison pour laquelle les bâtiments de l'aéroport de Déols sont désormais classés.

### Seconde Guerre mondiale

#### Drôle de guerre et offensive allemande
À partir de janvier 1938, le I/32 retourne à Dijon alors que le II/32 rejoint Chissey dans le Jura à la déclaration de guerre. L'aérodrome de la Martinerie est alors transformé en aérodrome de passage. Il est bombardé à plusieurs reprises par les Allemands, notamment le 19 juin 1940, en même temps que le reste de la ville.
Le 15 juin 1940 le terrain est dévolu à la IV/51.

#### Occupation
En juin 1940, le terrain devient le dépôt de stockage no 92 des matériels de l'armée de l'air. Le 28 juin 1941, le groupe de chasse I/2 est prévu d'y être reformé. Vingt-six Dewoitine D520 y sont alors affectés sans résultat.
Il est remis en service après le 11 novembre 1942 par les Allemands qui y affectent successivement deux unités, le Jagdgeschwader 103, du 1er mars 1943 au 30 mars 1944, accompagné de son 1er groupe, le I. /JG 103 du 1er mars 1943 jusqu'en janvier 1944, qui est remplacé par le 2e groupe du JG 105, le 19 mars 1944, jusqu'au 6 juin 1944. Des alvéoles de dispersion en béton sont construites à l'est, sur la commune de Diors. Le terrain est à nouveau bombardé à plusieurs reprises, cette fois-ci, par les alliés.

### Après-guerre

#### L'immédiate après guerre: l'école de pilotage
Le 24 janvier 1945, Châteauroux devient à nouveau une base école. C'est la première école de pilotage qui rouvre après la Libération. En 1946, une école de transmissions et un entrepôt de stockage viennent compléter la base aérienne 103.

#### Arrivée des Américains et croissance de la base

##### Construction
L'accord de défense du 27 janvier 1950 signé par la France autorise les Américains à installer des bases en France dans le cadre de l'OTAN. L'US Air Force exprime son intérêt pour Châteauroux. 133 ha supplémentaires sont acquis, portant l'ensemble de l'emprise de la Martinerie à 386 ha. Le terrain civil de Déols est joint à l'ensemble. Un détachement précurseur, le 7029th Base Complement Squadron prend en compte les installations. Une unité d'infrastructure, le 73rd Depot Wing se déploie. Les gros avions cargo continuent à atterrir à la Martinerie en attendant l'achèvement de la piste en dur de Déols. Des raccordements ferroviaires sont mis en place. Le 4 juillet 1951, un village de 240 tentes de dix places est monté. En octobre 1952, les tentes sont remplacées par des baraquements préfabriqués Quonset. En janvier 1953, Quontown accueille ses premiers résidents.
Fin décembre 1952, la piste en dur de Déols est achevée par le 829th Engineer Aviation Bataillon. La Martinerie devient alors exclusivement un dépôt de stockage de pièces détachées et de réserves de guerre. 309 300 m2 de stockage dont 93 000 m2 couverts sont établis. Les magasins et les ateliers mis en place sont destinés à maintenir en condition tous les matériels d'origine américaine déployés en Europe, pour les membres de l'OTAN comme pour les pays tiers. En juillet 1953, 1 200 ouvriers sont employés pour mettre en place des locaux administratifs, des logements, un hôpital, un théâtre, une chapelle et un mess. En 1954, la base est subordonnée à l'Air Force Materiel Command. En 1956, un terrain de golf est ouvert sur les anciennes pistes de la Martinerie. Déols reçoit le titre de CHAS (Châteauroux Air Station) et la Martinerie de CHAD (Châteauroux Air Depot).

##### Développement
De 1951 à 1960, la base est en constante croissance. En 1958, 7 000 familles américaines sont installés dans et autour de la base. Châteauroux connait une crise du logement. La spéculation est intense. Deux cités totalisant 1 200 logements sont construites pour les Américains. La Cité de Touvent qui comprend 410 appartements et la cité de Brassioux, composées de villas construites à l'américaine. Une école primaire et un lycée sont construits à Châteauroux-Touvent. Des quartiers destinés à héberger tous ceux qui vivent de la présence des Américains sont construits.
Pendant neuf années, les unités suivantes y sont déployées :
- Aviation de transport, unité de commandement et de soutien : 322nd Air Division Sq (1er mars 1954 – 1er avril 1964) ;
- Aviation de transport : Un détachement du 1602nd Air Transport Wing (Ramstein) ;
- Commandement, état-major : 3130th 7322nd Air Base Group Hq ;
- Mécaniciens aéronautiques spécialisés : 1616th Support Sq - MATS ;
- Poste : 12th Air Postal Squadron ;
- Communications : 1992nd AACS Sq et 7120th ACCS Sq ;
- Ravitaillement carburant et lubrifiants : 7373rd Aircraft Refueling (POL) ;
- Maintenance des installations : 3130th Field Maintenance Group ;
- Transport et logistique routiers : 3130th Transportation Sq ;
- Sécurité incendie : 3130th -7322nd ABG - Fire Crash Rescue puis 3130th-7322nd ABW (Airbase Wing) ;
- Prévôté et police militaire : 3130th-7322nd Air Police Sq ;
- Maintenance des installations aériennes : 3130th-7373rd Air Installation (AIO) ;
- Contrôle aérien : 3131st Aircraft Traffic Control (GCA) ;
- Contrôle du stockage : 3134th Stock Control Group ;
- Ravitaillement général : 3134th Stock Control & Warehouse remplacé en 1957 par le 7373rd Supply Group ;
- Météo : 31st-7th-18th Weather Sqs ;
- Convoyage des avions : Un détachement du 4440th Aircraft Delivery Group ;
- Contrôle de gestion : 44th Statistical Services Sq ;
- Musique : 583 USAFE Band ;
- Contrôle du matériel pour les nations Mutual Defense Assistance Program : 7300th Materiel Control Group (MDAP) ;
- Maintien en condition du matériel aérien : 7322nd Materiel Sq (Transit Alert) dissous le 1er avril 1964 et remplacé par le 7322nd Consolidated Aircraft Maintenance (CAMS) ;
- Stockage des pièces détachées : 7373rd Air Depot Wing ;
- Réparation des aéronefs : 7373rd Aircraft Repair Sq ;
- Service de santé : 7373rd USAF Hospital Sq ;
- Approvisionnement en nourriture : 7373rd-3130th Food Service ;
- Construction et entretien des pistes et des routes : 866th Engineer Aviation Battalion ;
- Chateauroux Special Support Depot (CSSD).

L'installation des Américains est une véritable aubaine pour la population berrichonne. Les conditions de travail sont avantageuses. Les salaires sont bons et les employés reçoivent un treizième mois ce qui est rarissime en France. En 1962, 3 037 civils viennent de l'agglomération castelroussine alors que 780 viennent de l'extérieur. Nombreux sont ceux qui viennent de loin. La masse salariale représente environ soixante millions de francs par an en 1958.

#### Départ des Américains et reconversion des terrains
L'United States Air Forces in Europe (USAFE) y est opérationnelle jusqu'au départ des forces américaines, le 23 mars 1967. La piste d'envol est alors bétonnée.
Le 23 mars 1967, les installations sont confiées à des unités de l'Armée de terre. Une activité privée de stockage industriel utilise une partie du terrain, depuis le 1er juin 1968.
En 1976, des unités logistiques (matériel) de l'Armée de terre s'installent.

##### Reconversion de la Martinerie

###### 517eRégiment du train
Le 517e Régiment du train y prend ses quartiers en 1998, jusqu'à sa dissolution en 2012.